# Эпштейн, Эрнест Майорович
Эрнест Майорович Эпштейн (7 ноября 1936 — 14 июня 2012) — советский и российский физик, доктор физико-математических наук (1977), ведущий научный сотрудник Института радиотехники и электроники им. В. А. Котельникова РАН, специалист в области твердотельной электроники и радиофизики.

## Биография
Эпштейн родился в Благовещенске. После окончания средней школы с серебряной медалью в Баку в 1954 году, поступил на физический факультет Бакинского государственного университета. С 1960 по 1963 гг. работал в Институте энергетики АН Азербайджанской ССР, изучая электротермическое воздействие на нефтеносные пласты. Параллельно публиковал работы по квантовой электродинамике в журнале ЖЭТФе.
В 1963—1966 гг. обучался в аспирантуре Института радиотехники и электроники АН СССР под руководством В. Л. Бонч-Бруевича. После защиты кандидатской диссертации в 1966 г. работал в этом институте до 1968 года. С 1968 по 1970 гг. преподавал теоретическую физику в Московском институте электронной техники.
В 1967 г. совместно с Ю. В. Гуляевым предсказал акустомагнетоэлектрический эффект для монополярных полупроводников.
В 1970—2000 гг. работал в НИИ «Платан», занимаясь теорией полупроводников, физикой твердого тела, сегнетоэлектриков, жидких кристаллов и электронных приборов. В 1977 г. защитил в МГУ докторскую диссертацию «Воздействие сильной электромагнитной волны на электронные свойства полупроводников».
С 2000 г. во Фрязинском филиале ИРЭ начал исследования спинового транспорта в магнетиках. За цикл работ по этой теме в 2003 г. удостоен премии МАИК «Наука/Интерпериодика».

## Научная деятельность
Эпштейн — автор 260 научных статей, монографии «Фотостимулированные процессы в полупроводниках» (1987, с соавторами), патента на изобретение твердотельного источника излучения. Написал более 100 энциклопедических статей (Большая советская энциклопедия, Физическая энциклопедия, Советский энциклопедический словарь, Физический энциклопедический словарь), был переводчиком около 20 научных монографий на русский язык.

## Премии
- Премии МАИК «Наука/Интерпериодика» (2000 год)[1].